# Сарису (Казахстан)
Сарису (каз. Сарысу) — річка в Карагандинській і Кизил-Ординській областях Казахстану. Довжина 671–800 км, площа басейну 81 600 км². Утворюється злиттям річок Жакси-Сарису, Нарбак, Шотан. У місці стику річок знаходиться водосховище Полівноє.

## Географія
Річка починає свій витік за 60 км на схід — північний схід від смт Атасу, тече в межах Казахського дрібносопковика в південно-західному напрямі, в нижній течії — західною околицею пустелі Бетпак-Дала. У верхів'ях долина вузька, в низов'ях — шириною до 5—10 км; на нижній ділянці — обширні конусні наноси. Живлення снігове. Середня витрата води за 382 км від гирла — 7,3 м³/сек; пересихає у верхів'ях і пониззі з липня по січень. Постійний стік сягає нижче лівої притоки — Кара-Кенгира. Довжина річки змінюється в залежності від пори року, з 671 до 800 км. Вода Сарису сильно мінералізована — від 0,45-0,75 г/л при високому рівні води і до 5,5 г/л — при низькому. Річкова вода використовується для промислового водопостачання і зрошування.

## Назва
Назва річки із казахської мови перекладається як: сари — «жовтий», су — «вода», тобто: «жовта вода». Пов'язана із великою кількістю піску, який вимивається водами річки, особливо під час повеней.

## Історія
Раніше, за даними археологічних і гідрологічних досліджень, річки Сарису, Іргиз, Тургай і Чу мали загальний стік в басейн Сирдар'ї → Аралу. З часом, через наростання посушливості клімату, і тектонічних процесів підняття земної кори, обширний басейн Аралу розпався на кілька окремих безстічних систем. Разом з тим внаслідок тих же тектонічних явищ Узбой, перестав впадати у Каспійське море і став одним з сухих ваді між Аралом і Каспієм.